# پورتنوف، کبک
پورتنوف (به فرانسوی: Portneuf) شهرکی در منطقه شهری پورتنوف ناحیه کاپیتل-ناسیونال در استان کبک کانادا است. در سرشماری سال ۲۰۱۱ این شهرک ۳٬۱۶۶ نفر جمعیت داشته‌است و مساحت آن ۱۱۰٫۴۳ کیلومتر مربع است.